# Jalal al-Din Muhammad
Jalal al-Din Muhammad (nom hindú Jadu) fou un sobirà de Bengala de la dinastia de Ganesh.

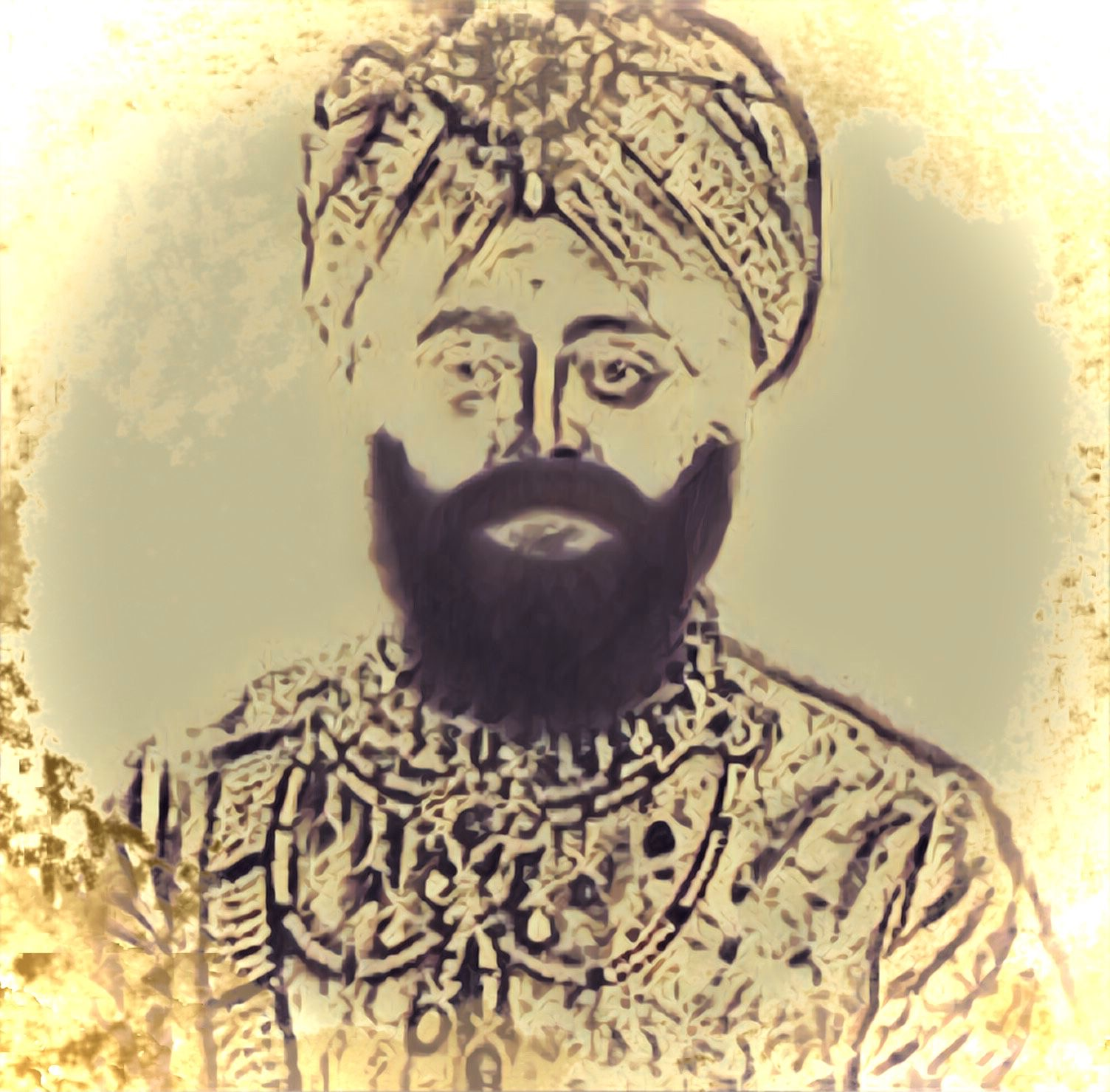
Jalal al-Din Muhammad

Era fill de Raja Ganesh al que va succeir el 1418 segons unes fonts mentre que altres diuen que el seu pare ja el va posar al tron vers el 1415. El seu nom era Jadu però es va fer musulmà i va adoptar el de Jalal al-Din Muhammad. Va conservar la pau en quant fou possible i va estendre el control sobre la Bengala oriental i sud-oriental (Muazzamabad, Chittagong i Fathabad, moderna Faridpur) i Bengala del sud. La seva capital fou Pandua però més tard la va traslladar a Gaur que va repoblar. Rajyadhar, que era hindú, fou comandant del seu exèrcit; als musulmans els va afavorir amb construccions religioses. Va ajudar a Meng Soamun Narmeikhla, rei d'Arakan, a recuperar el seu regne que havia estat ocupat pels birmans, i Narmeikhla el va reconèixer com a sobirà. En algun moment la seva autoritat es va estendre a Tripura i a Bihar del sud. Va encunyar moneda.
Va morir el 1432/1433 i fou enterrat a Pandua. El va succeir el seu fill Shams al-Din Ahmad (o Shams al-Din Muhammad).